# ملاك مفقود (فلم)
ملاك مفقود (بالإنجليزية: Missing Angel) هو فيلم نيجيري صدرَ عام 2004 من إخراج تشالرز نوفيا وإنتاج شركة يولزي نيجيريان ومن بطولة ستيلا داماسوس وديزموند إليوت. يتناولُ الفيلم قصّة دوللي وهي شابة مضطربة تتعهد لله بأن تموت في عيد ميلادها الخامس والعشرين ، إذا استمر بؤسها، فيتمُّ إرسال ملاكٍ مظلمٍ للتلاعب بها لكنه يقعُ مع مرور الوقتِ في حبها.

## القصّة
تُعاني الشابّة دوللي اليتيمة من الفقر المدقع وتزدادُ الأمور سوءًا بوفاة شقيقها الأصغر – الذي كان منارة الأمل الوحيدة لها – وذلك بعدما فشلَ في تحمُّلِ تكاليف الطعام والعلاج. تتعبُ دوللي من معاناتها فتُقرّر الانتحار في عيد ميلادها الخامس والعشرين إذا لم يستجب الله لصلاتها. على عكس المتوقع، تفوزُ دوللي باليانصيب وتُصبح سيدةً ثريةً مع تحسّن حياتها بشكل تدريجي واقترابِ عيد ميلادها الخامس والعشرين في نفس الوقت. يُسلَّط عليها ملاكٌ يُحاول أن يُؤثّر بطريثةٍ ما في حياتها لكنّه يقعُ على غيرِ المتوقع في حبها وهو ما يُدخلها في عددٍ من الأحداث التي تتسارع وتتكاثر في وقتٍ وجيز.

## طاقم التمثيل
- ستيلا داماسوس في دوللي
- ديزموند أليوت في دور الملاك
- إمبريس نجامة في دور جولي
- نوبيرت يونغ في دور القس جيمس
- توفى جيمس في طومسون